# Muzeul de preistorie din Valencia
Muzeul de Preistorie din  Valencia, numele oficial al Muzeului de  Preistorie din Valencia, este un muzeu al orașului Valencia (Spania), care expune materiale arheologice care acoperă,aria din perioada paleolitica până la a vizigotilor.
Ocupă din 1982 o parte din vechea Casa de Caritate, construit în anul 1841 clădire  în care se află biserica de stil bizantin în 1881.
In anul 1995 a fost inaugurat restaurarea completă a clădirii, realizată de arhitectul Rafael Rivera. Casa de Caritate, în prezent Muzeul de Preistorie este format din parter și două etaje, aranjate în cinci curți. La parter se gaseste magazinul , cantina, două expoziții temporare, ateliere educaționale, depozite și laboratoare de restaurare, fauna cuaternara, precum și birouri și Spații ale Cercetării Preistorice, în timp ce Biserica devine Sala de Reprezentări . La primul etaj sunt Biblioteca, și camerele permanente dedicate paleoliticului, neoliticului și epocii bronzului. La etajul al doilea se găsesc camerele permanente dedicate culturii Iberică și lumea romană.

## Serviciul de Investigare Preistorică

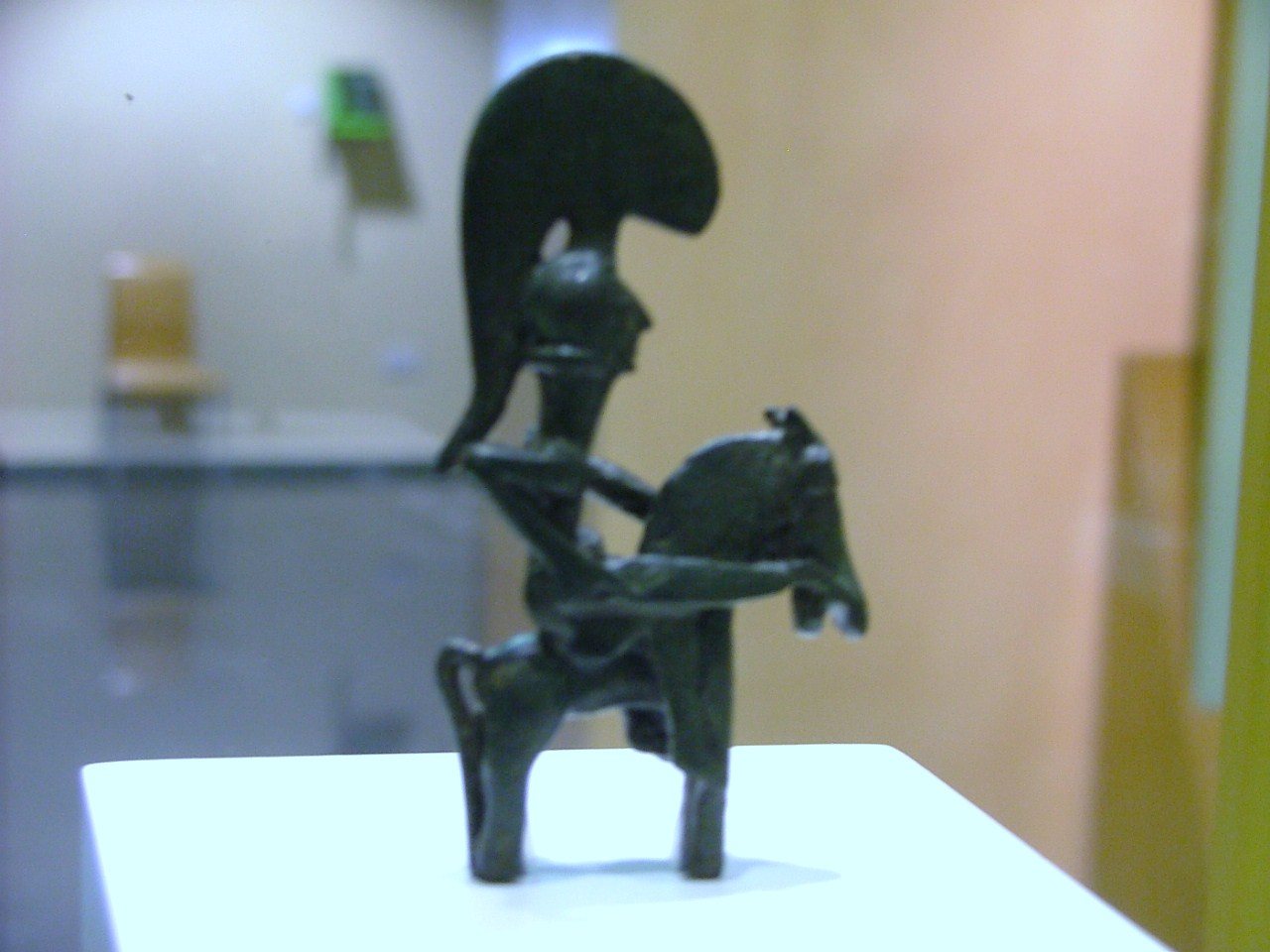
Mogente războinic, lucrări de iberici adăpostite în Muzeul de Preistorie din Valencia.

Serviciul de Investigare Preistorice al Consiliului Provincial Valencia și Muzeul său de preistorie sunt fondate în 1927, la cererea lui Isidro Ballester Tormo ca o instituție științifică dedicată cercetării, conservarea și difuzarea de patrimoniul arheologic din Valencia. Au lucrat în  ea unii dintre cei mai notabili arheologi din Spania: Lluis Pericot, Domingo Fletcher și Enrique Pla, care a condus SIP sau Miquel Tarradell, Milagros Carmen Gil-Mascarell sau Carmen Aranegui, care a lucrat îndeaproape cu acest serviciu. Încă de la începuturile sale, SIP-ul dezvoltă un câmp de lucru intens în situri arheologice, cum ar fi Bastida de les Alcuses din Mogente, Cova Negra  din  Játiva, Cova Parpalló din Gandia sau Tossal de Sant Miquel de Liria. Materialele obținute din aceste săpături au format în curând un fond a cărui valoare științifică și patrimonială au  transformat SIP-ul și Muzeul într-una dintre cele mai importante din Spania.
În prezent, proiectele de cercetare care acoperă toate etapele de Preistorie și Antichitate din Valencia, cu cercetări  importante, cum au fost dezvoltate in Pestera Bolomor din Tabernes de Valldigna, unde au fost descoperite  cele mai vechi ramasite umane din Valencia. Săpăturile au fost, de asemenea, făcute în așezăminte din eneolític  in Fuente Flores și Cinto Mariano (Requena), în situl din epoca bronzului din Lloma de Betxi (Paterna) în orașele iberice ale Bastida de les Alcuses și Los Villares (Caudete de las Fuentes) și orașul ibero-roman Carencia (Turis).

## Biblioteca Serviciului de Investigație  Prehistorică
Biblioteca SIP-ului  a fost creată paralel cu Muzeul de  Preistorie din Valencia în 1927. Este o bibliotecă specializată, care are  își are  începuturile  bibliografice în donări si achiziții . În timpul formării Bibliotecii, s-au făcut achiziți de monografíi luând în considerare o serie de cerințe precum sunt: opere generale sau de referință, altele care se adresează studiilor de Preistorie și arheologie înainte de întemeierea SIP-ului și altele în care urmează să fie tratate cele mai recente progrese în arheologie. În mod similar, de la început a apărut necesitatea de a crea o rețea de schimburi de publicații, în scopul de a crește numărul de copii și de a face publice lucrările proprii ale instituției . Inițial s-a planificat să se facă prin intermediul "Arhiva de Preistorie Levantină ", deși din cauza dificultăților economice ale SIP-ului, a durat 16 ani, între publicarea primului și al doilea volum. Ca urmare, schimbul bibliografic a fost realizat cu ajutorul Memoriei Anuale.

### Publicații
Cercetarea și studiul SIP-ului ar trebui să se concretizeze în difuzarea acestor rezultate prin publicare rezultatelor științifice,obținute  în urma cercetărilor astfel luînd naștere revista SIP-ului, Arhiva Preistorică Levantină, și seria de monografii Seria de Lucrări Diferite, în plus față de cataloage de expoziție efectuate de SIP, și broșuri educative, monografii, etc.

## Camerele de la primul etaj
Expoziția permanentă începe cu o cameră dedicată începuturilor arheologice preistorice în Valencia, activitatea desfășurată de Juan Vilanova și Piera în secolul al XIX-lea și recrearea unei săpături arheologice. Urmează Sala a II-a dedicat Paleoliticului Inferior și  Mijlociu (cu industria si fauna din Cova de Bolomor, Petxina, El Salt y Cova Negra) iar camera III-a (paleoliticul superior), cu resturi de Parpalló, Malladetes, Cova de les Cendres, Volcán del Faro  si Ratlla de Bubo. Mențiune specială are camera IV-a dedicată  plachetelor taxabile și pictate din Cova de Parpalló, călătorind de la Auriñaciense până la Magdaleniense. .
Camere V-a, este cunoscută sub numele de perioada Epipaleolític, cu evenimentele industriale și artistice ale ultimilor vânători-culegători. Sala aceasta prezintă exemple de instrumente   și forme geometrice caracteristice microliticului care aparțin  acestei cronologii: Cueva de la Cocina y Covacha de Llatas.
Neoliticul incepe in camera VI-a, care arată vizitatorilor apariția unei noi culturi de material din regiunea Valencia de la 5500 î.Hr. cu două elemente de bază: ceramică și piatră șlefuită. Așezămintele cheie ale acestei perioade,sunt prezentate în vitrinele din sălile care sunt: Cova de l'Or (Beniarrés) și Cova de la Sarsa (Bocairent).
Sala VII-a este o sinteză a celor trei stiluri artistice postpaleolític realizate pe plachete, straturi și  pereți ceramice: a Macroschematiclui, Levantin și Schematic. Sunt prezentate imagini ale picturilor rupestre de la Pla de Petracos (Castell de Castells), la Sarga (Alcoi), la Barranc de Valltorta (Tírig, Albocàsser și Coves de Vinromà), al Barranc de Gasulla (Ares del Maestrat) și  Cuevas de la Araña (Bicorp).
Următoarea cameră (VIII) ne introduce în Eneolític, adică începutul epocii metalelor din al treilea mileniu î.Hr. Vitrinele acestei camere au noi materiale care dau dovada socială, economică și ideologică, la fel ca în Ereta del Pedregal (Navarrés), Rambla Castellarda (Llíria) și Cova de la Pastora (Alcoi)  cu prezența idolilor, cazuri  de cranii găurite, vase ceramice în formă de clopot, pumnale, topoare, cupru etc.
În cele din urmă, sala IX-a, ultima cameră de la primul etaj al muzeului, corespunde  Bronzului Valencian din al doilea mileniu î.Hr., cu materiale de Muntanyeta de Cabrera (Torrente), Mas de Menente (Alcoi),la Mola Alta : Serelles (Alcoi), la Lloma de Betxi (Paterna) și Muntanya Assolada (Alzira).

### Expoziția industriei litică si paleolitică: dezvoltare și producție
In camera II-a se găsește o vitrină  cu  un bogat conținut educațional  pentru vizitatori ,  ce explică, prin reproduceri experimentale și într-o manieră vizuală, tehnici de fabricație diferite de unelte de piatră în timpul paleoliticului: de la primele unelte de acum  aproximativ 2,5 milioane de ani  (  de Homo Habilis) până la sfârșitul perioadei Paleoliticului, în jur de 10.000 BP.
Această vitrină de prezentare este împărțită în 8 părți ale tehnicii industriale litice: piese sculptate nesofisticate arhaice inferioare Paleoliticului, tăieri discoide,´´bifaz´´ ,tăieri Levallois de tip Musterian, sculptură laminară din Paleoliticul Superior, retusuri Solutrean și în cele din urmă industria microlitică.
Este un exemplu foarte explicativ în sine al evoluției tehnologiei în 2 milioane de ani, oferind o imagine de ansamblu a acesteia și a implicațiilor cognitive implicate.

### Informații Utile
- Orarul muzeului: deschis în fiecare zi, cu excepția zilei de  luni, de la 10 la 20h, intrare gratuită  în zilele de sâmbătă, duminică și de sărbători

- Intrare generală: 2 €; Preț redus(pensionari, studenți, familie mare ...): 1 €; intrarea libera pentru copii sub 7 ani, cu handicap, grupuri școlare, șomeri și membri ai unor asociații culturale.
- 18 mai (Ziua Internațională a Muzeelor)  intrare gratuită.
- Activitățile educaționale  ale muzeului sunt organizate de marți până vineri de la 10am la 14pm. și marți și joi de la 16 la 18h.
- Biblioteca SIP-ului este deschis în zilele de marți și joi de la 8.30 la 18.30 și în zilele de luni, miercuri și vineri până 8.30-14.30.